# Smučajmo vsi
»Smučajmo vsi« je skladba in sedemnajsti single skupine Pepel in kri iz leta 1983, v sodelovanju z Jugoslovansko alpsko reprezentanco. Avtor glasbe je Tadej Hrušovar, besedilo pa je napisal Dušan Velkaverh.
To je bila uradna himna jugoslovanske alpske reprezentance. Hrušovar, Velkaverh in Slavko Avsenik mlajši so se odpovedali avtorskim pravicam od prodaje plošč v korist jugoslovanskega ski poola.

## Snemanje
Producent je bil Tadej Hrušovar, snemanje je potekalo v studiu Metro. Skladba je bila izdana samo kot single pri založbi Helidon na mali vinilni plošči, na B strani s skladbo »Smučajmo svi«.

## Zasedba

### Produkcija
- Tadej Hrušovar – glasba, producent
- Dušan Velkaverh – besedilo
- Slavko Avsenik mlajši – aranžma
- Peter Gruden – tonski snemalec

### Pepel in kri
- Oto Pestner – vokal
- Miro Markič – vokal
- Tadej Hrušovar – vokal
- Meta Močnik – vokal
- Zvezdana Sterle – vokal
- Simona Sila – vokal
- Palmira Klobas – vokal
- Drago Gaič – vokal
- Jože Hauko – vokal
- Grega Forjanič – vokal

### JUG reprezentanca
- Bojan Križaj – vokal
- Boris Strel – vokal
- Jože Kuralt – vokal
- Jure Franko – vokal
- Andreja Leskovšek – vokal
- Anja Zavadlav – vokal
- Nuša Tome – vokal
- Metka Jerman – vokal

## Mala plošča
7" vinilka
- »Smučajmo vsi« (A-stran) – 2ː20
- »Smučajmo svi« (B-stran) – 2ː20